# 더 리버레이터 (잡지)
더 리버레이터(The Liberator)는 미국 정부의 전시 우편물 규제로 폐쇄된 대중(The Masses)의 활동을 이어가기 위해 맥스 이스트먼(Max Eastman)과 그의 여동생 크리스탈 이스트먼(Crystal Eastman)이 1918년 창간한 사회주의 월간지이다. 매우 정치적인 이 잡지에는 정치 보도 및 논평과 함께 풍부한 양의 예술, 시, 소설이 포함되었다. 이 출판물은 1922년 말부터 미국 공산당(CPA)의 기관이었으며 1924년에 다른 두 출판물과 합쳐져 월간 노동자(The Workers Monthly)가 탄생했다.

## 같이 보기
- 프롤레타리아 문학